# Serie A 1978 (Ecuador)
La Serie A 1978 è stata la 20ª edizione della massima serie del campionato di calcio dell'Ecuador, ed è stata vinta dall'El Nacional, giunto al suo quinto titolo.

## Formula
La prima fase è a 10 partecipanti, che si affrontano in un girone all'italiana; le prime tre si qualificano alla fase finale, e prendono dei punti bonus, da utilizzare nella fase finale, a seconda della loro posizione: il primo ne ottiene 3, il secondo 2 e il terzo 1. La seconda fase ricalca l'andamento della prima, con le due squadre vincitrici della prima fase della Serie B a sostituire le due retrocesse. La fase finale vede le 6 squadre qualificate (furono 4 giacché Técnico Universitario ed El Nacional riuscirono a classificarsi nelle prime tre sia nella prima che nella seconda fase) disputarsi il titolo.

## Prima fase
|  | Pos. | Squadra              | Pt | G  | V | N | P  | GF | GS | DR |
|  | ---- | -------------------- | -- | -- | - | - | -- | -- | -- | -- |
|  | 1.   | El Nacional          | 21 | 18 | 6 | 9 | 3  | 19 | 14 | +5 |
|  | 2.   | Téc. Universitario   | 20 | 18 | 7 | 6 | 5  | 22 | 21 | +1 |
|  | 3.   | Emelec               | 19 | 18 | 6 | 7 | 5  | 31 | 23 | +7 |
|  | 3.   | LDU Portoviejo       | 19 | 18 | 6 | 7 | 5  | 27 | 24 | +3 |
|  | 3.   | Deportivo Quito      | 19 | 18 | 5 | 9 | 4  | 17 | 19 | -2 |
|  | 6.   | Deportivo Cuenca     | 18 | 18 | 6 | 6 | 6  | 15 | 17 | -2 |
|  | 7.   | Barcelona SC         | 17 | 18 | 6 | 5 | 7  | 20 | 20 | 0  |
|  | 7.   | Universidad Católica | 17 | 18 | 5 | 7 | 6  | 21 | 22 | -1 |
|  | 7.   | LDU Quito            | 17 | 18 | 5 | 7 | 6  | 13 | 17 | -4 |
|  | 10.  | Manta                | 13 | 18 | 5 | 3 | 10 | 21 | 29 | -8 |

El Nacional 3 punti bonus; Técnico Universitario 2; Emelec 1.

## Seconda fase
Valdez e Bonita Banana promosse in qualità di vincitrici della prima fase della Serie B.

|  | Pos. | Squadra              | Pt | G  | V  | N | P  | GF | GS | DR  |
|  | ---- | -------------------- | -- | -- | -- | - | -- | -- | -- | --- |
|  | 1.   | El Nacional          | 23 | 18 | 10 | 3 | 5  | 43 | 16 | +27 |
|  | 1.   | Barcelona SC         | 23 | 18 | 10 | 3 | 5  | 29 | 20 | +9  |
|  | 3.   | Téc. Universitario   | 22 | 18 | 8  | 6 | 4  | 26 | 20 | +6  |
|  | 3.   | Emelec               | 22 | 18 | 9  | 4 | 5  | 23 | 17 | +6  |
|  | 3.   | Bonita Banana        | 22 | 18 | 10 | 2 | 6  | 20 | 19 | +1  |
|  | 6.   | Deportivo Quito      | 16 | 18 | 6  | 4 | 8  | 19 | 21 | -2  |
|  | 7.   | Universidad Católica | 15 | 18 | 5  | 5 | 8  | 29 | 29 | 0   |
|  | 7.   | Deportivo Cuenca     | 15 | 18 | 5  | 5 | 8  | 12 | 20 | -8  |
|  | 9.   | LDU Portoviejo       | 13 | 18 | 5  | 3 | 10 | 25 | 37 | -12 |
|  | 10.  | Valdez               | 9  | 18 | 1  | 7 | 10 | 10 | 37 | -27 |

El Nacional 3 punti bonus; Barcelona 2; Técnico Universitario 1.

### Spareggio per il terzo posto

#### Andata
| Ambato | Técnico Universitario | 4 – 1 referto | Emelec |  |

#### Ritorno
| Guayaquil | Emelec | 0 – 2 referto | Técnico Universitario |  |

## Fase finale
Punti bonus: El Nacional 6, Técnico Universitario 3, Barcelona 2, Emelec 1.

|                    | Pos. | Squadra            | Pt | G | V | N | P | GF | GS | DR |
| ------------------ | ---- | ------------------ | -- | - | - | - | - | -- | -- | -- |
| Ecuador (bandiera) | 1.   | El Nacional        | 13 | 6 | 3 | 1 | 2 | 9  | 6  | +3 |
|                    | 2.   | Téc. Universitario | 9  | 6 | 3 | 0 | 3 | 7  | 11 | -4 |
|                    | 3.   | Emelec             | 7  | 6 | 3 | 0 | 3 | 12 | 10 | +2 |
|                    | 3.   | Barcelona SC       | 7  | 6 | 2 | 1 | 3 | 6  | 7  | -1 |

## Verdetti
- El Nacional campione nazionale
- El Nacional e Técnico Universitario in Coppa Libertadores 1979
- LDU Quito, Manta, LDU Portoviejo e Valdez retrocessi.

## Classifica marcatori
| Gol |  |  | Giocatore       | Squadra        |
| --- |  |  | --------------- | -------------- |
| 25  |  |  | Juan José Pérez | LDU Portoviejo |